# Wilson Bentley

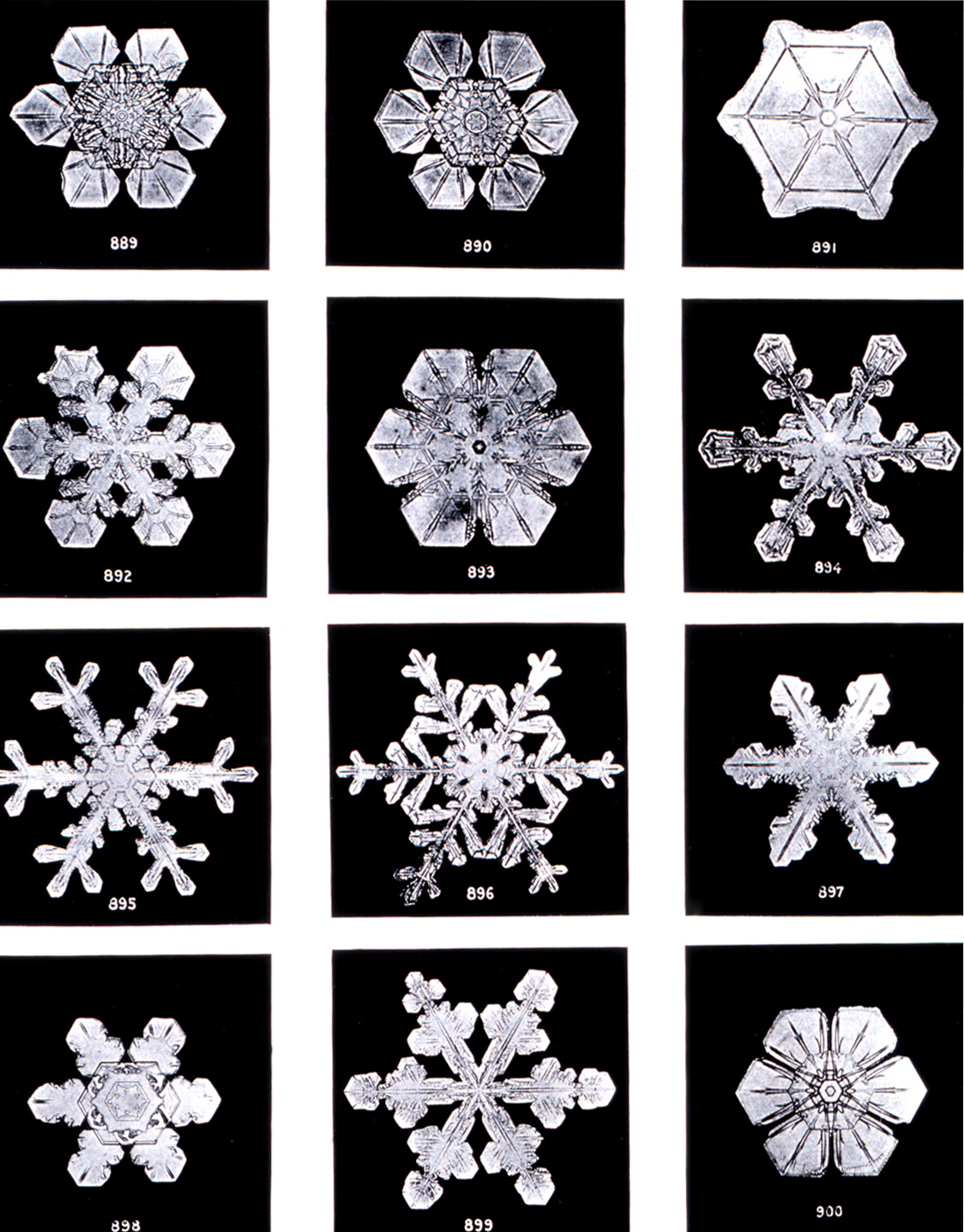
Fotografías de copos de nieve hechas por Wilson Bentley cerca de 1902.

Wilson Alwyn "Snowflake" Bentley (9 de febrero, de 1865 - 23 de diciembre de 1931), conocido por todo el mundo como The Snowflake Man (El hombre copo de nieve) nació en Jericho, en el estado de Vermont, (EE. UU.). Durante mucho tiempo fue considerado el primer fotógrafo de cristales de nieve (1885), hasta que en el año 2010, se anunció que el alemán Johann Heinrich Flögel, lo había precedido en 1879.

## Biografía
Desde pequeño se entusiasmaba con los fenómenos meteorológicos, pero, muy especialmente, con la nieve. Educado en una granja y sin apenas estudios se interesó por la microfotografía desde muy joven, siendo pionero en el estudio de los cristales de hielo que forman los copos de nieve. Adaptó un microscopio a una cámara fotográfica y durante años intentó observar la estructura de los cristales de hielo sin éxito. Pero en 1885, cuando tenía 20 años, consiguió captar la primera imagen: era el primero que lo conseguía. Se quedó maravillado ante la belleza del cristal.
A partir de aquel día, no cesó de capturar y estudiar más de 5.000 cristales de nieve, no encontrando jamás dos cristales iguales. Universidades de todo el mundo se interesaron por sus estudios que se publicaron en revistas, libros y periódicos. En 1931, publicó el libro Los cristales de nieve, con 2400 imágenes.

Bajo el microscopio encontré que los copos de nieve eran milagros de belleza; y me pareció una pena que esa belleza no fuera vista y apreciada por otros. Cada cristal era una obra maestra de diseño y ningún diseño jamás se repetía. Cuando un copo de nieve se fundía, el diseño se perdía para siempre. Toda esa belleza se fue, sin dejar ningún recuerdo.

Murió a los 66 años de neumonía en su granja el 23 de diciembre de 1931.

## Otras lecturas
- Blanchard, Duncan. The Snowflake Man, A Biography of Wilson A. Bentley, (Blacksburg, VA: McDonald and Woodward, 1998) ISBN 0-939923-71-8